# قرار مجلس الأمن التابع للأمم المتحدة رقم 93
قرار مجلس الأمن التابع للأمم المتحدة رقم 93، الذي اعتمد في 18 أيار / مايو 1951، بعد الاستماع إلى تقرير من رئيس هيئة الأمم المتحدة لمراقبة الهدنة في فلسطين، وممثلو مصر و‌إسرائيل وكذلك قرار لجنة الهدنة المشتركة بين مصر وإسرائيل الذي قرر أن «الهجوم المرتب مسبقًا والمخطط له الذي أمرت به السلطات الإسرائيلية ارتكبته قوات الجيش النظامي الإسرائيلي ضد الجيش النظامي المصري» في قطاع غزة يوم 28 شباط / فبراير 1951. وأدان المجلس هذا الهجوم باعتباره انتهاكاً لرؤى وقف إطلاق النار الواردة في قرار مجلس الأمن الدولي 54 وبأنه يتنافى مع التزامات الطرفين بموجب اتفاق الهدنة العامة بين مصر وإسرائيل وبموجب ميثاق الأمم المتحدة. ودعا المجلس إسرائيل مرة أخرى إلى اتخاذ جميع التدابير اللازمة لمنع هذه الأعمال وأعرب عن اقتناعه بأن الحفاظ على اتفاق الهدنة العامة مهدد بأي انتهاك متعمد له وأنه لا يمكن إحراز أي تقدم نحو عودة السلام في فلسطين إلى أن يمتثل الطرفان بدقة للالتزامات.
واعتمد القرار بعشر أصوات؛ وامتنع الاتحاد السوفيتي عن التصويت.